# Hr. Ms. Van Kinsbergen (1939)
«Van Kinsbergen» («Ван Кинсберген») — универсальный корабль, шлюп ВМС Нидерландов. Был спроектирован для замены уже устаревшего учебного крейсера «Gelderland», а также с целью обучения персонала, работе с современными на то время системами управления огня и службы в Вест-Индии на периоды ремонта КЛ «Johan Maurits van Nassau». В военное время использовался, как канонерская лодка и эскортный корабль.

## Бронирование
Имел легкое бронирование: пояс (13 мм), палуба (20 мм) и боевая рубка (20 мм) на которой находился пост управления огнем. Общий вес брони — 260 т.

## История строительства и службы
Назван в честь адмирала Яна Хендрика Кинсбергена. «Van Kinsbergen» был заложен 11 сентября 1937 года. Спуск на воду состоялся 5 января 1939 года. Введен в эксплуатацию 24 августа 1939 года.
В конце 1939 года корабль прибыл в Вест-Индию, в которой оставался большую часть Второй мировой войны. «Van Kinsbergen» было захвачено семь германских торговых судов из Кюрасао: SS Este (7915 брт), SS Vancouver (8269 брт), MS Henry Horn (3164 брт), MS Patricia (3979 брт), MS Frisia (561 брт), MS Karibia (428 брт) и SS Alemania (1380 брт). До апреля 1944 года, выполнял патрульные и конвойные обязанности. 16 апреля 1944 года корабль был отремонтирован в Норфолке. В январе 1945 года корабль был выведен в резерв. 14 октября 1945 года «Van Kinsbergen» отбыл в Голландскую Ост-Индию, ровно через год вернулся в Нидерланды.
В 1951 году «Van Kinsbergen» был переоборудован во фрегат и снова вступил в строй. Вооружение составило: 2x1 105-мм/45, 1x2 и 2x1 40-мм/56, 2x1 20-мм/70. Окончательно исключен 29 мая 1955 и в конце этого же года был переоборудован в плавучую казарму. 19 мая 1974 года был сдан на слом.